# Salajna
Salajna (deutsch: Konradsgrün) ist ein Ortsteil der Gemeinde Dolní Žandov im Okres Cheb und zählte im Jahr 2001 50 Einwohner.

## Geographie
Salajna liegt  zweieinhalb Kilometer westlich von Dolní Žandov, dem Hauptort der Gemeinde Dolní Žandov, und  drei Kilometer südlich von Velká Šitboř (Groß Schüttüber oder Groß Schöd). Etwa zwei Kilometer westlich von Dolní Žandov befindet sich die kleine Ortschaft Horní Lažany, aber es gibt keine direkte Straße bis dorthin. Südlich von Salajna erhebt sich der 642 Meter hohe Berg Mechový vrch.

## Geschichte
Salajna wurde als Konradsgrün um 1290 zur Zeit des Landesausbaus des Egerlandes gegründet. Als Besitzer und Namensgeber finden sich in alten Quellen Konrad Paulsdorfer von Tennesberg. 1305 übergab er die Vogtei den deutschen Rittern in Eger (heute Cheb) und 1308 schenkte er den Zehnt von zehn Höfen dem Waldsassener Stift. Für die spätere Zehnterhebung war schließlich Familie Junckher aus Eger verantwortlich. Konradsgrün gehörte bis 1848 als hörige Gemeinde der Stadt Eger. Die Bewohner mussten bis 1871 mit Zuggespann und Fuhrwerk 57 Tage im Jahr für Eger arbeiten.
Bereits 1712 begann man in den Wäldern zwischen Konradsgrün, Losau und Palitz mit Eisenerzförderung. Noch heute finden sich davon Spuren in den Wäldern.
Nach dem Münchner Abkommen wurde der Ort dem Deutschen Reich zugeschlagen und gehörte bis 1945 zum Landkreis Eger.

## Verkehr
Salajna verfügt über einen Haltepunkt an der Bahnstrecke Plzeň–Cheb.